# يوجين غوردون لي
يوجين غوردون لي (بالإنجليزية: Eugene Gordon Lee) هو ممثل أمريكي، ولد في 25 أكتوبر 1933 في الولايات المتحدة، وتوفي بنفس المكان في 16 أكتوبر 2005 بسبب سرطان الرئة.

## وصلات خارجية
- يوجين غوردون لي على موقع IMDb (الإنجليزية)
- يوجين غوردون لي على موقع تيرنر كلاسيك موفيز (الإنجليزية)
- يوجين غوردون لي على موقع أول موفي (الإنجليزية)
- يوجين غوردون لي على موقع قاعدة بيانات الفيلم (الإنجليزية)